# Jean-Jacques Winders
Jean-Jacques Winders, född 14 maj 1849 i Antwerpen, död där 20 februari 1936, var en belgisk arkitekt.
Winders blev berömd genom flera framstående verk, däribland Antwerpens nederlagshus och nya museum (1879-90, tillsammans med Frans van Dyck), vars huvudfasad bildar en korintisk kolonnad, det i 1200-talets gotik utförda rådhuset i Gilly vid Charleroi, monumentet i Antwerpen till minne av Scheldes befrielse (1883) samt åtskilliga privathus i flamländsk renässans i samma stad.